# Mehmed Begić
Mehmed Begić (Čapljina, 1977.) bosanskohercegovački je pjesnik.

## Životopis
Ranu mladost proveo je u rodnoj Čapljini, kao i u Mostaru i Sarajevu. Jedan je od osnivača i urednika kulturnog časopisa Kolaps – Vodič za urbane spavače (1999. – 2010.).
Godine 2000. s  Markom Tomašem, Nedimom Ćišićem i Veselinom Gatalom, objavio je zajedničku zbirku poezije pod nazivom L'amore al primo binocolo kod talijanskog izdavača L'Obliqua u Bresciji.
Njegovi prijevodi poezije Leonarda Cohena izdani su se u zbirci Moj život u umjetnosti (Leonard Cohen – Moj život u umjetnosti), koju je 2003. godine objavio Alternativni institut Mostar. Pojavljuje se u zbirci poezije Jer mi smo mnogi hrvatskog pjesnika Marka Pogačara.
Begić je surađivao sa sastavom Vuneny i kantautorom Sanelom Marićem Marom. Povremeno piše za online publikacije poput Žurnala (Sarajevo), Blesok (Skoplje) i časopise poput Teme (Zagreb). S Damirom Šodanom prevodi hispansku poeziju u seriji Divlji detektivi.
Njegovo kontinuirano kreativno partnerstvo s producentom i multiinstrumentalistom Basheskiom iz Sarajeva rezultiralo je s nekoliko albuma. Godine 2015. objavljen je album Savršen metak, koji spaja njegovu poeziju i glazbu.
Sudjelovao je i na albumu Iznad tame – Pjesme za Viktora Haru (2023.) s kolektivom Novi odmetnici. Sve tekstove je napisao Begić.

## Kritički prijem
Poezija Mehmeda Begića zapažena je u književnim krugovima bivše Jugoslavije, gdje je više istaknutih autora i kritičara prepoznalo njegov autentičan i melankoličan glas.
U pogovoru iz 2020. objavljenom u časopisu Žurnal, književnik Semezdin Mehmedinović piše o Begićevoj poetici kao izrazu “novog identiteta, koji se opire ustaljenim limitima geografskih, etničkih i kulturnih granica.”
Književni kritičar Marko Pogačar u časopisu Zarez piše kako se zbirka Savršeni metak u stomak naslanja na tradiciju Beatnika, Leonarda Cohena i Charlesa Simića, pri čemu kombinuje pop-kulturu i egzistencijalnu melankoliju. Prema njegovim riječima, autor uspijeva autobiografsko i svakodnevno prevesti u univerzalni izraz.
U kritici Ritam i aritmija objavljenoj u Novostima, Saša Ćirić analizira zbirku Opasan čovjek unutar šireg konteksta suvremene bh. poezije. Ističe Begićevu sklonost stilskim pomacima i unutarnjoj ritmičkoj složenosti.
U oštroj i analitičnoj kritici za Oslobođenje, Đorđe Krajišnik opisuje zbirku Opasan čovjek kao egzistencijalnu prekretnicu u autorovom stvaralaštvu, koristeći izraz “vojni udar duše” kako bi ilustrirao razgradnju identiteta do njegove poetske srži.
Novinar i pisac Predrag Lucić u eseju Žiletni vijenac Mehmeda Begića opisuje autorovu estetiku kao "egzistencijalnu, sanjivu i obilježenu krhkošću i preživljavanjem". Referirajući se na stih “Na svakom žiletu piše da je život san”, Lucić zaključuje da bi i samo taj stih bio dovoljan "za cijeli jedan život, za cijeli jedan san.”

## Diskografija
- Savršen metak (Basheskia & Edward EQ, Studio Hit, 2015.)
- Opasan čovjek (Basheskia, Periskop Records, 2017.)
- Sedam lekcija s Mehmedom Begićem (Basheskia i Edward EQ, Podmornica, 2021.)
- Kotlina (Taino, 2022.)
- Iznad tame – Pjesme za Viktora Haru (Novi odmetnici, 2023.)

## Zajedničke zbirke poezije
- L'Amore Al Primo Binocolo (Brescia, 1999.) s Nedimom Ćisićem, Markom Tomašom i Veselinom Gatalom
- Tri puta trideset i tri jednako (Mostar, 2000.) s Ćisićem i Tomašom
- Film (Mostar, 2001.) s Lukaszom Szopom
- Ponoćni razgovori (Mostar, 2013.) s Markom Tomašom